# Five Dock, New South Wales
Five Dock este o suburbie în Sydney, Australia.